# 埃施特哈齐家族

14-15世纪埃施特哈齐家族纹章

埃施特哈齐家族（匈牙利語：Esterházy）是中世纪以来匈牙利一门阀世家。自17世纪起，该家族在哈布斯堡王朝和后来的奥匈帝国治下拥有大片土地。他们一直对哈布斯堡家族保持忠诚并于1626年获封伯爵。1712年，支系弗尔希滕施泰因家族进封侯爵（Fürst）。数个世纪以来该家族一直是匈牙利最具影响力、最富有的贵族之一。

## 历史
埃施特哈齐家族本是匈牙利王国北部（当今的斯洛伐克东南部）的下级贵族；萨拉蒙氏的一个支系，称泽尔哈齐。该家族首位载入史册的人物为萨拉蒙氏的莫庫德；他是匈牙利西部察洛庫兹地方一地主。此外还有一位贝拉三世时期任职于司法机关的人物，名叫普利斯达尔德。

埃施特哈齐这一姓氏最早由本尼迪克特·泽尔哈施·德泽尔哈施哈兹（1508-1553）开始使用。他于1539年占据了其妻子加兰塔氏的财富。他们的儿子费伦茨·埃施特哈齐（1533-1604）继承了母方的称号与纹章。因此该家族的全名为埃施特哈齐·德加兰塔。加兰塔实为普雷斯堡东面的一个小镇。
自尼古拉斯·埃施特哈齐（1583-1645）和其子保罗·埃施特哈齐（1635-1713）这两代以降，该家族声名鹊起。尼古拉斯死后，家族按其所有分成四房。
- 弗尔希滕施泰因長房，居艾森斯塔特
- 弗尔希滕施泰因幼房
- 兹沃伦房: 保罗·埃施特哈齐的子孙
- 切斯奈克房: 丹尼尔·埃施特哈齐的子孙。

埃施特哈齐家族的成功是由于其长期稳固的土地兼并、其对天主教会的忠诚和其对哈布斯堡家族皇帝们的忠诚。最后一项因素或许是最关键的。尽管匈牙利一直试图摆脱奥地利的统治，埃施特哈齐亲王们则一直在危难时刻对哈布斯堡君主伸出援手；比如1683年维也纳之围和1809年拿破仑占领维也纳期间。
该家族主要通过三种方式获取土地：1.在反宗教改革运动中，被没收的新教徒土地的重新分配。2.征服土耳其人的土地。3.政治联姻。最终，埃施特哈齐成为了哈布斯堡王朝下最大的土地领主，其收入有时甚至要超过皇室。
保罗·埃施特哈齐去世至18世纪后期，该家族的债务逐渐开始累积。1776年，其债务总计达361万7974佛罗林。大量的金钱被用于购买地产、维修房屋和支撑场面等。除此之外，他们还是热心的文化、艺术赞助者。德意志音乐家海顿曾为第四代埃施特哈齐亲王帕尔·安塔尔以及第五代亲王米克洛什服务。而歌德则将当时的埃施特哈齐府邸称为“埃施特哈齐精灵王国”（das Esterhazysche Feenreich）。
现任埃施特哈齐家族族长为安东·埃施特哈齐（1936-），继承人为保罗-安东·埃施特哈齐（1986-）。

## 家族宫殿
1945年以后，该家族丧失了位于匈牙利境内的产业的所有权。但在奥地利和德国的财产则仍归于家族名下。

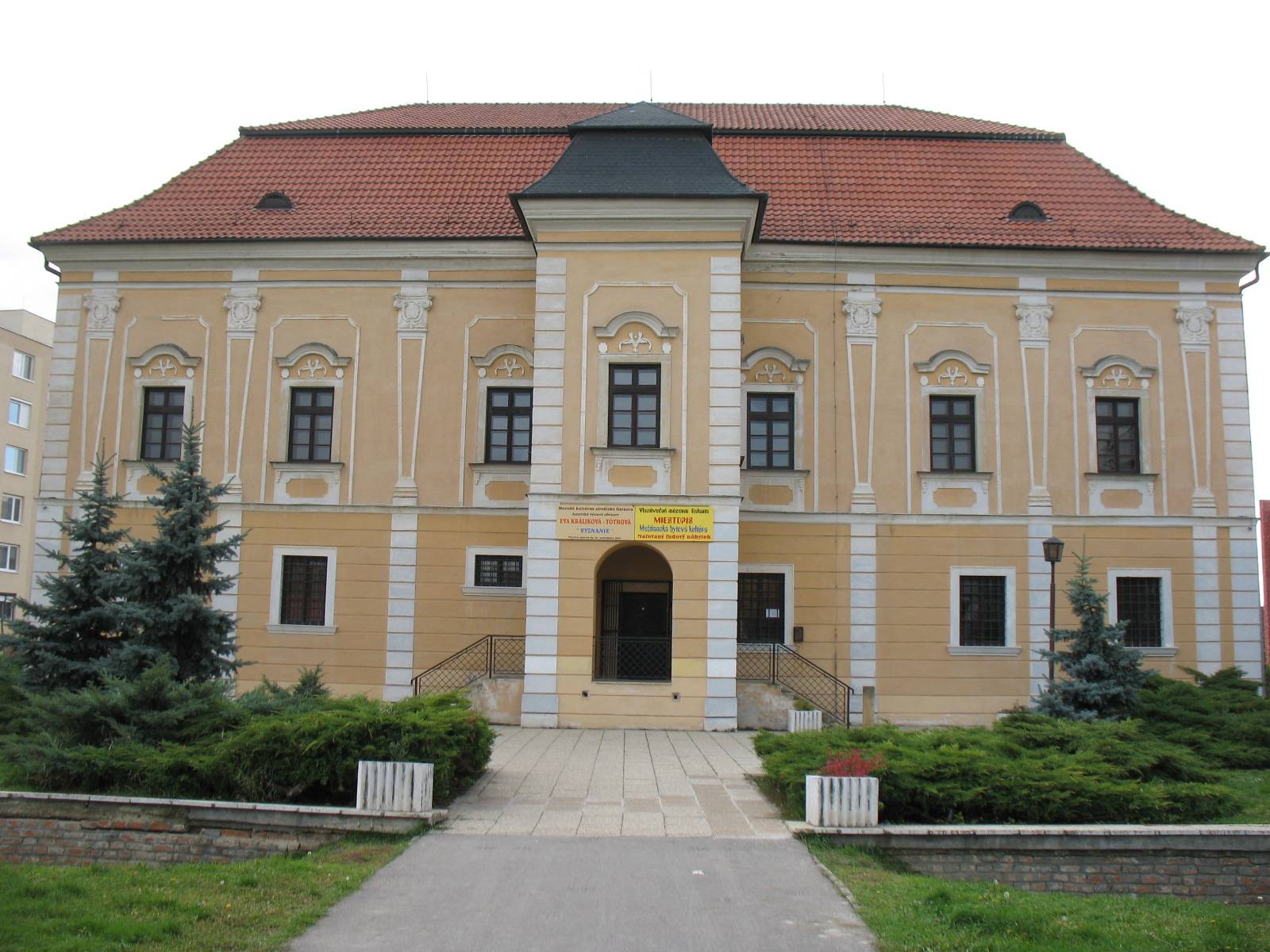
斯洛伐克加兰塔 (1421年以来归埃施特哈齐家族所有)
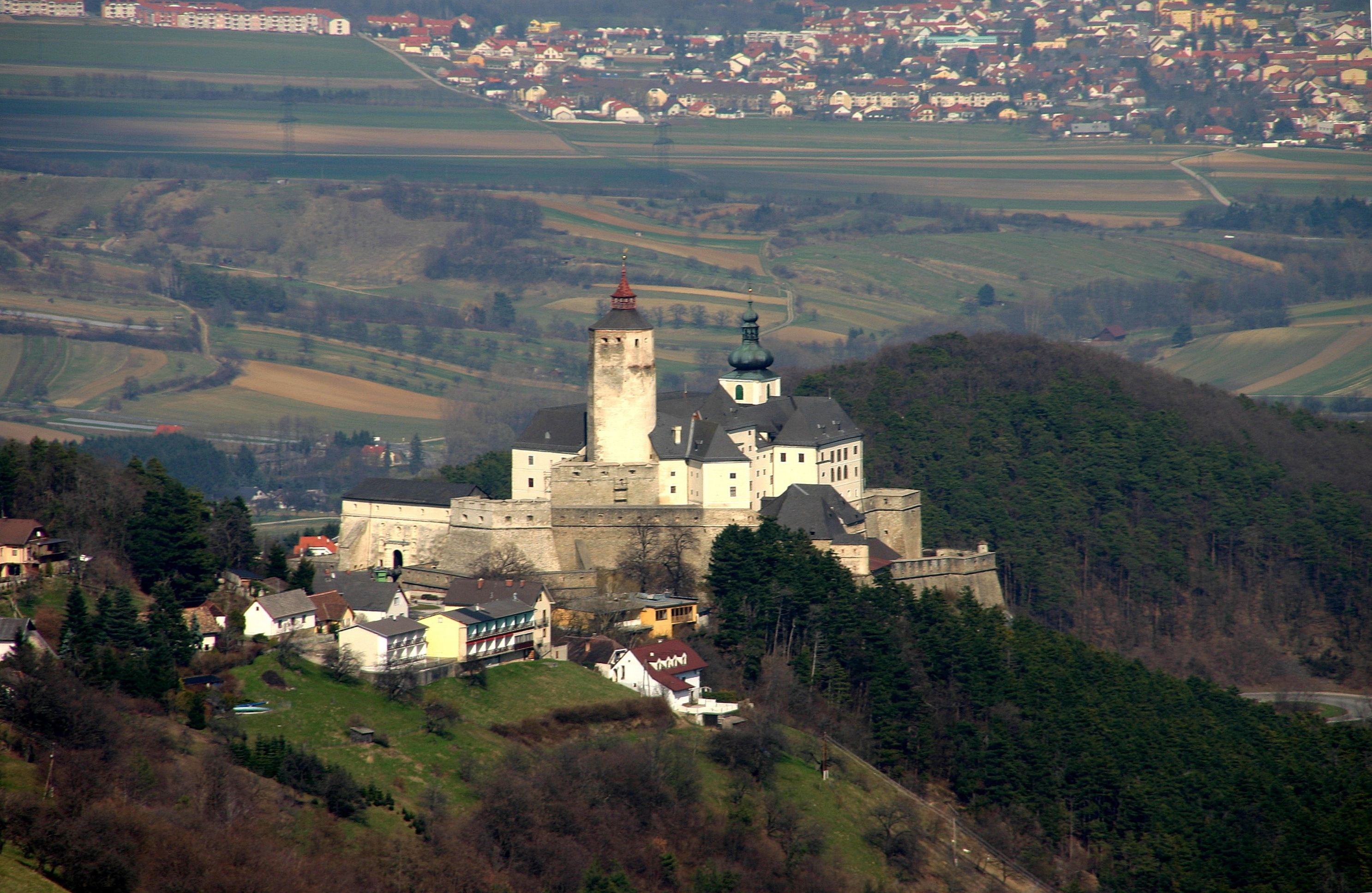
奥地利弗尔希滕施泰因城堡 (1622至今)
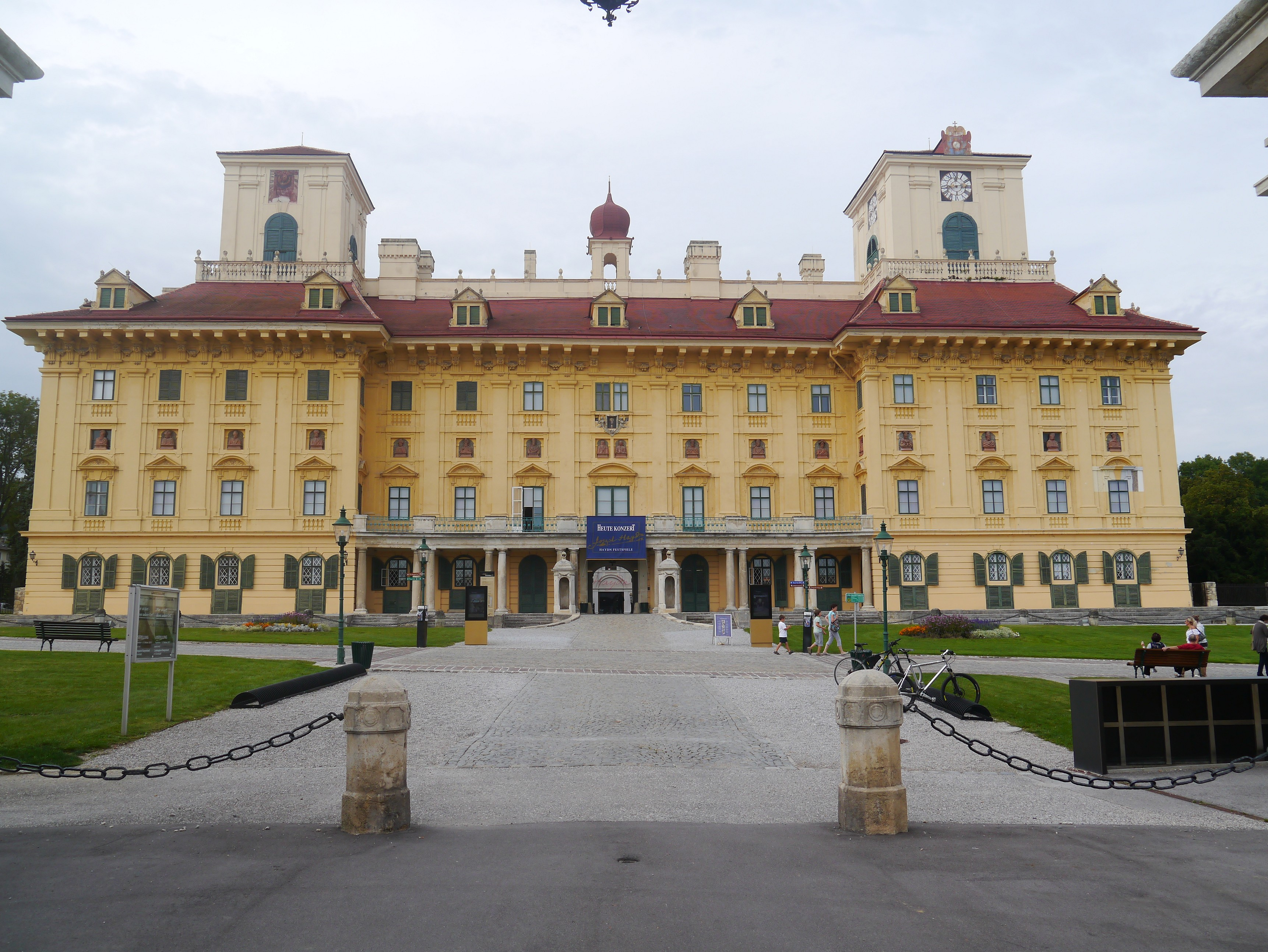
奥地利艾森施塔特埃施特哈齐城堡(1649至今)
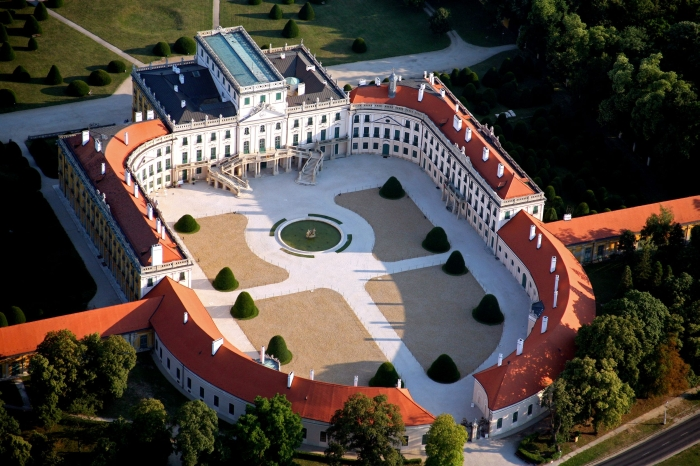
匈牙利埃施特哈扎宫(1681–1945)
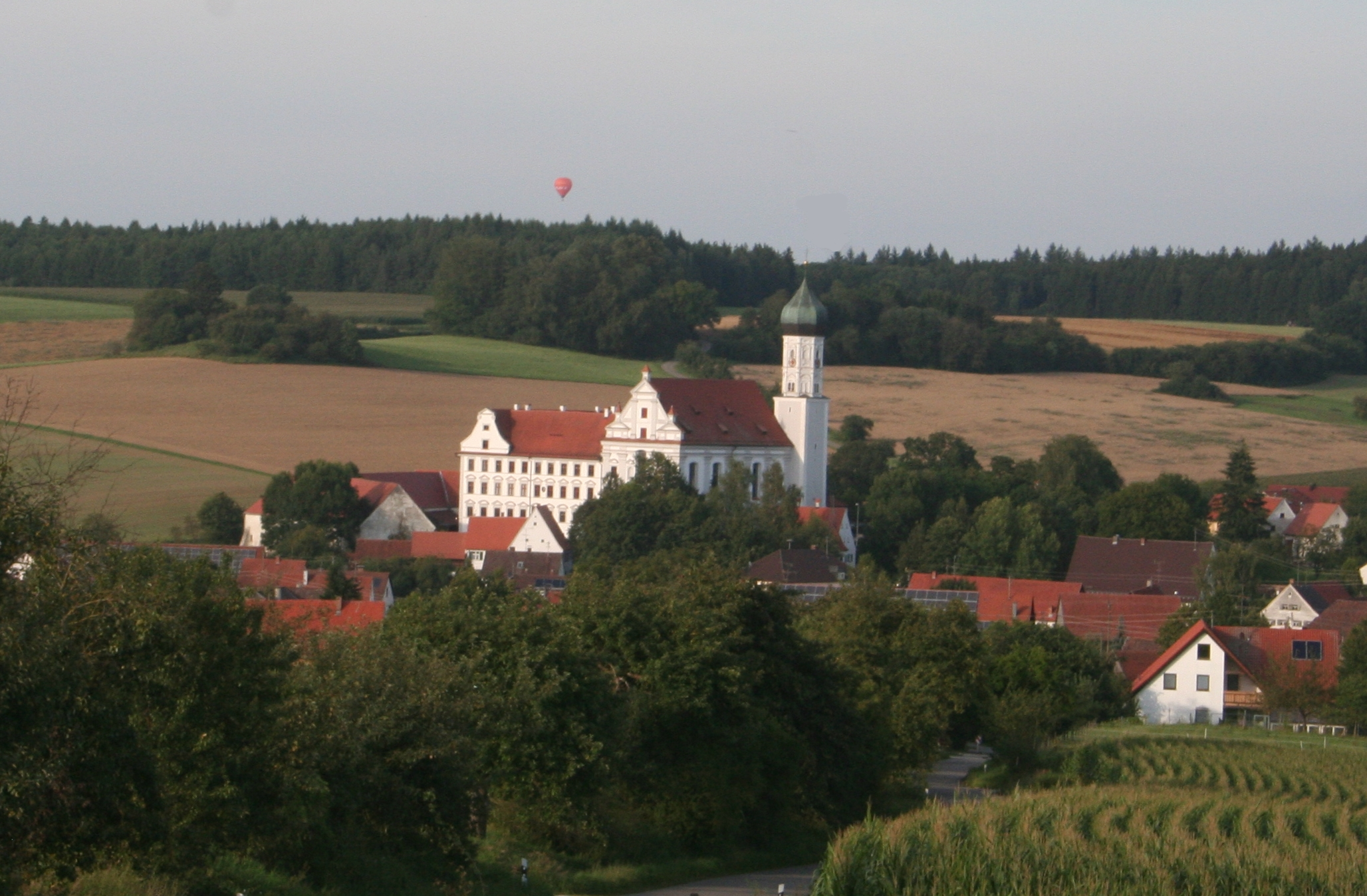
巴伐利亚前埃德尔施泰滕修道院(1804年至今)
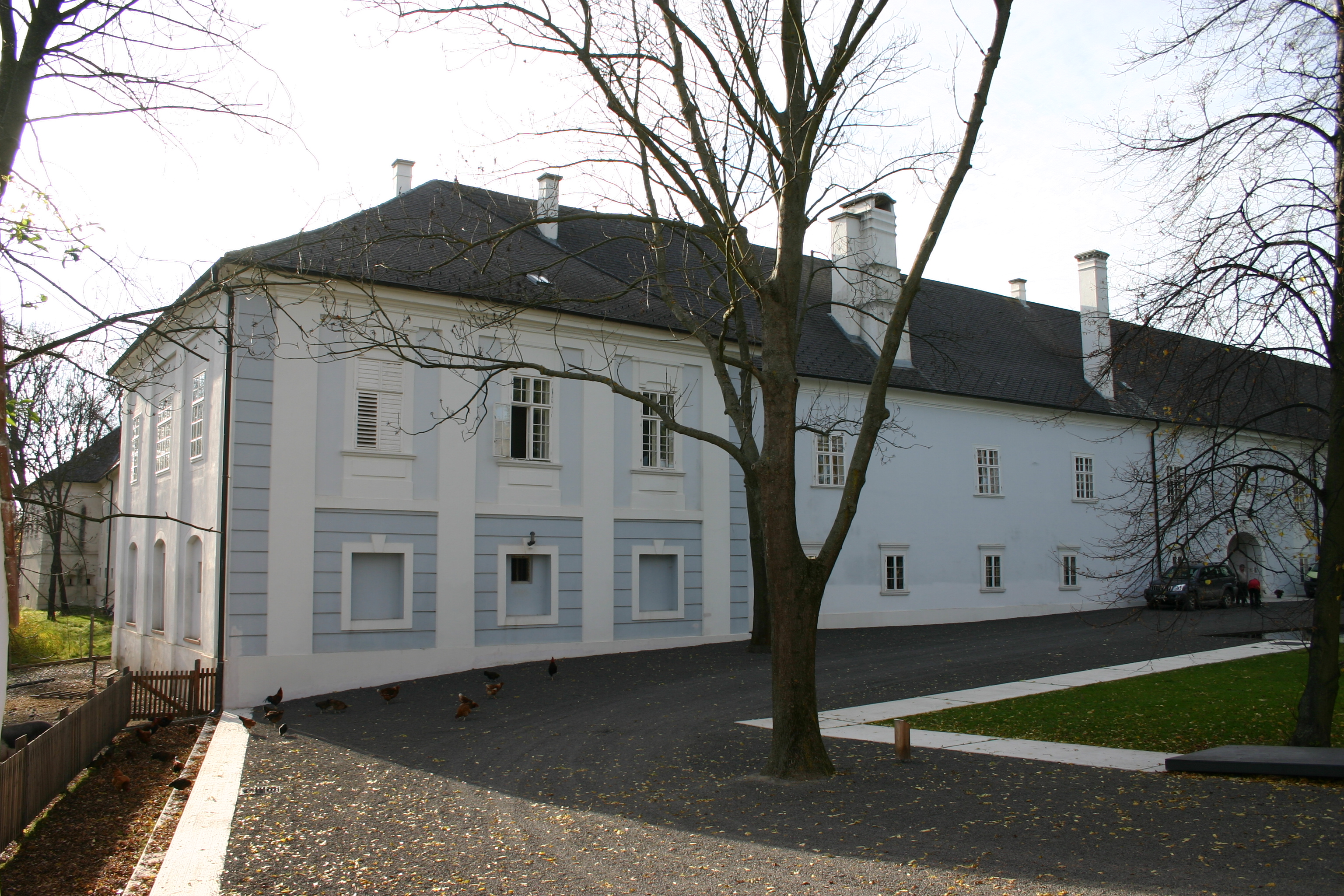
奥地利拉肯巴赫地产(1618至今)
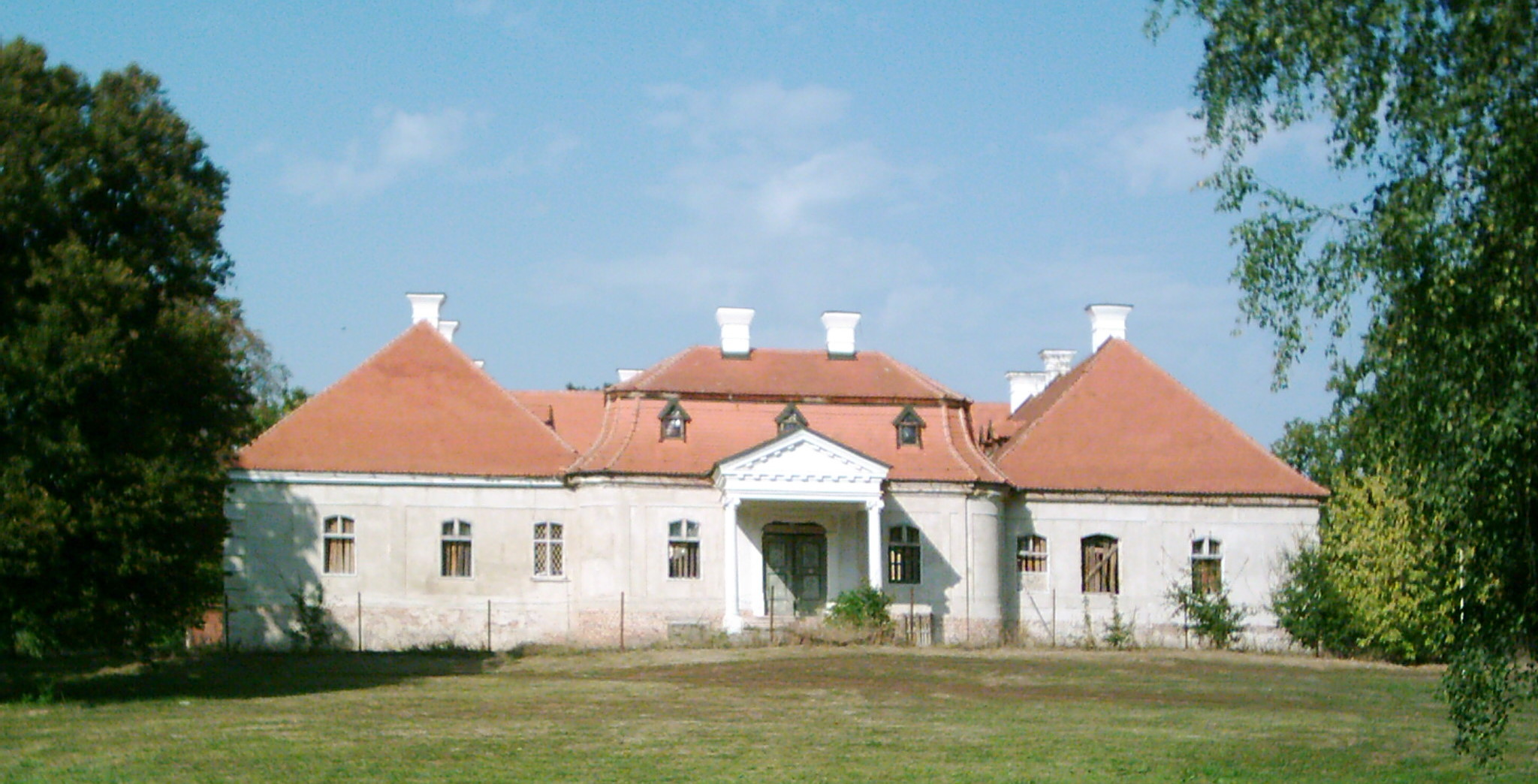
斯洛伐克热列佐夫才地产，舒伯特曾在此教授伯爵女儿们如何作曲
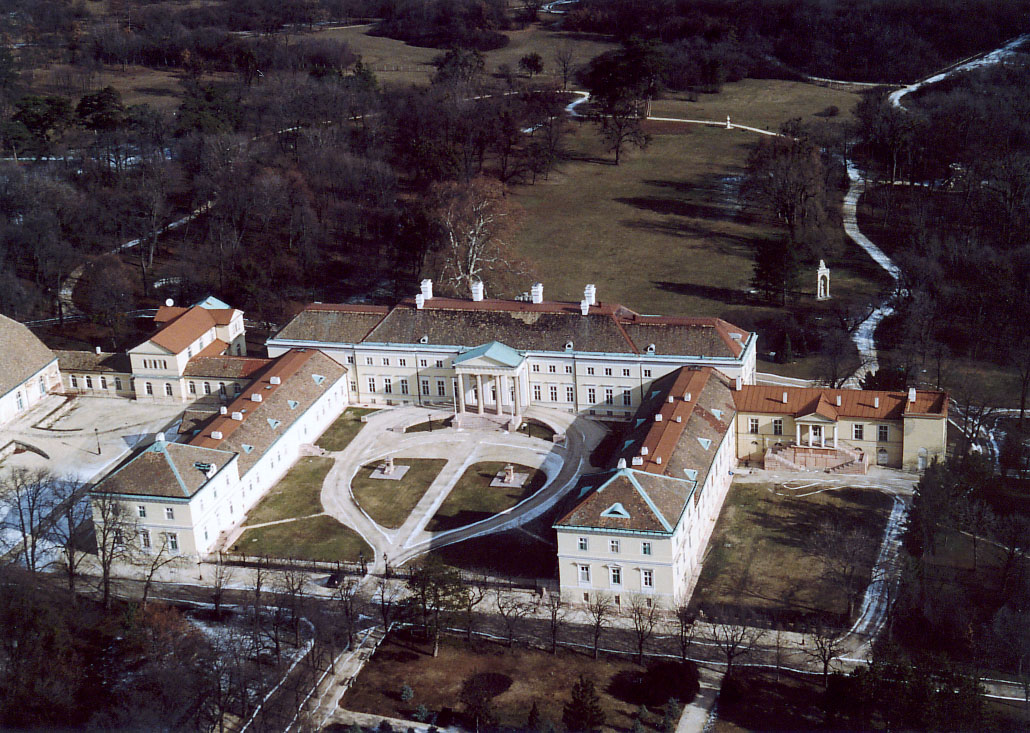
匈牙利察克瓦尔城堡(1778–1945)
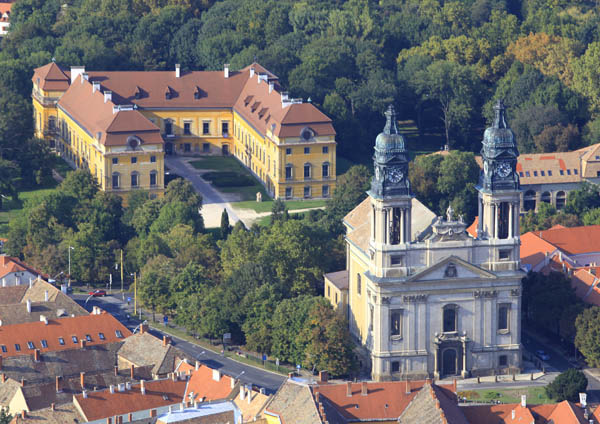
匈牙利帕帕城堡(1626–1945)
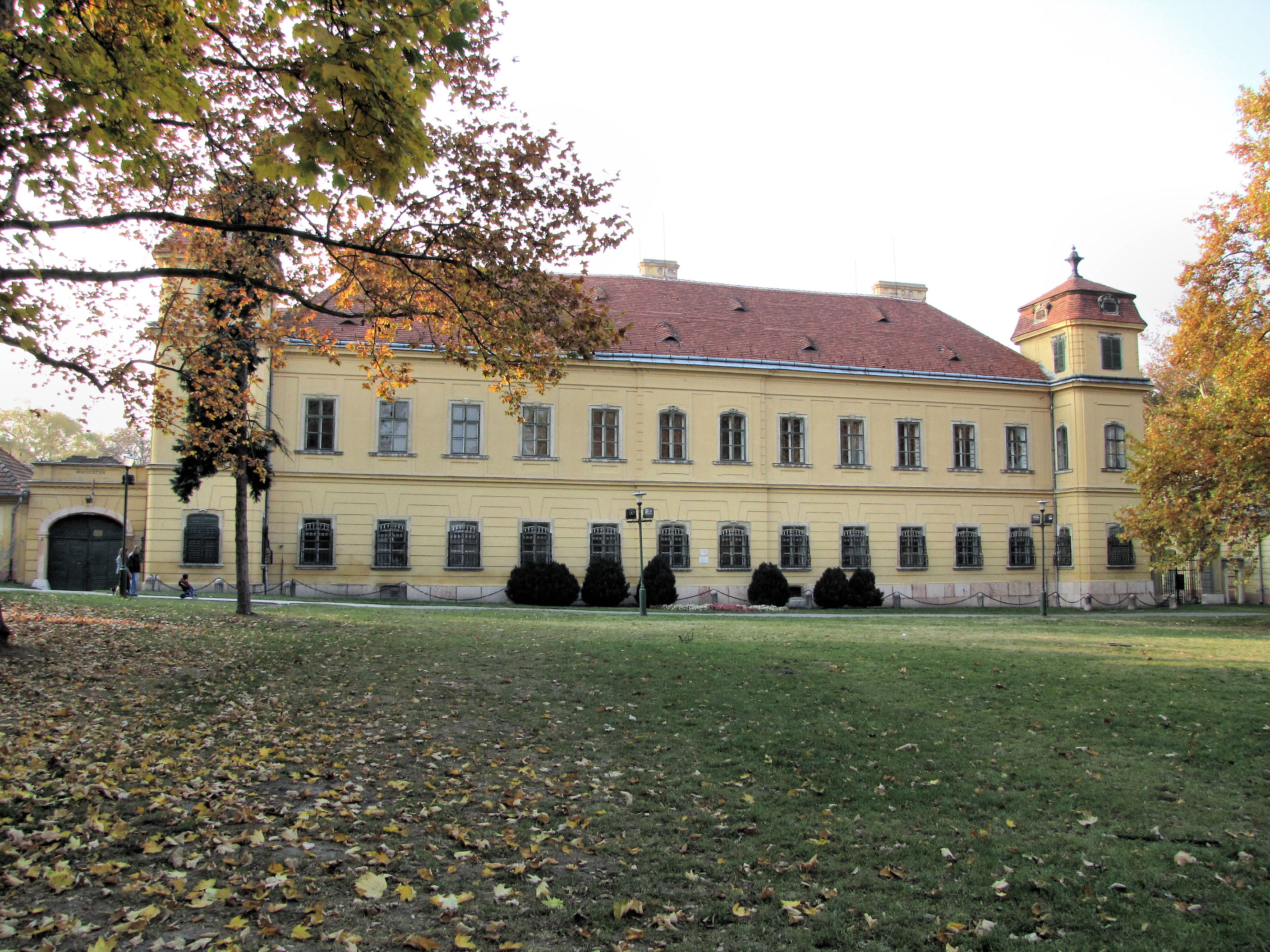
匈牙利塔塔城堡(1727–1945)
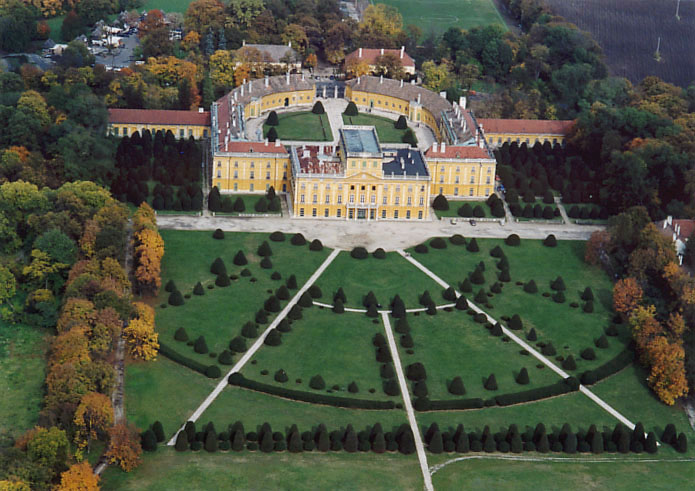
匈牙利埃施特哈扎宫

## 关联氏族
- 哈布斯堡家族